# Cinéma Le Darcy
Le Cinéma Le Darcy est un complexe cinématographique situé au 8, place Darcy à Dijon dans son secteur sauvegardé.

## Histoire
Le Darcy Palace, construit au cœur de la place éponyme sur l'emplacement de l'hôtel des messageries par l'architecte Bourchard, fut inauguré le 6 mars 1914 sous le nom de « Darcy-Palace ». Il était considéré comme le cinéma le plus grand et le plus luxueux de la ville avec une salle de projection longue de trente-neuf mètres sur quinze de large. Deuxième cinéma permanent installé à Dijon, il restera longtemps la plus grande salle de la ville avec ses 1 200 fauteuils et son orchestre pour accompagner les films projetés.
Durant la Seconde Guerre mondiale, le « Darcy-Palace » est transformé, comme dans de nombreuses villes françaises, en un Soldaten Kino, cinéma réservé aux soldats allemands.
En 1950, la façade néoclassique considérée comme démodée est masquée par un immense panneau blanc.
En 1976-1977, la grande salle est divisée en deux, dont la plus grande atteindra une capacité de 363 places.
Le Darcy Palace fut réorganisé en 1978 par la construction de trois salles supplémentaires en sous-sol puis en 1985, sa façade est rénovée, la structure plate blanche paraissant obsolète à son tour. Sa façade néo-classique d'origine est ainsi redécouverte à partir de 1987, marquée par un grand œil-de-bœuf ornementé d'un vitrail coloré représentant une rose des vents et due au maître verrier Marcel Weinling, complétée par un panneau miroir au second niveau.

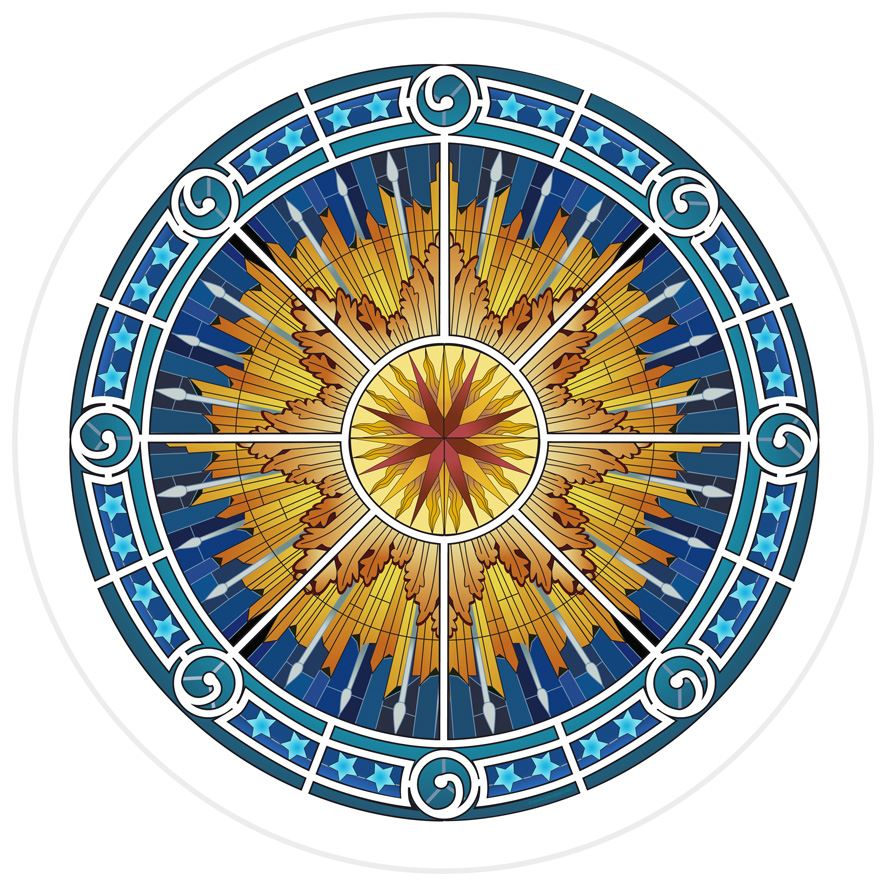
Schématisation du vitrail de l'œil de bœuf du Darcy Palace

En 1995, une nouvelle salle est aménagée à la place du balcon ce qui amène le cinéma à une capacité de 957 fauteuils et de six salles de projection.

## Galerie

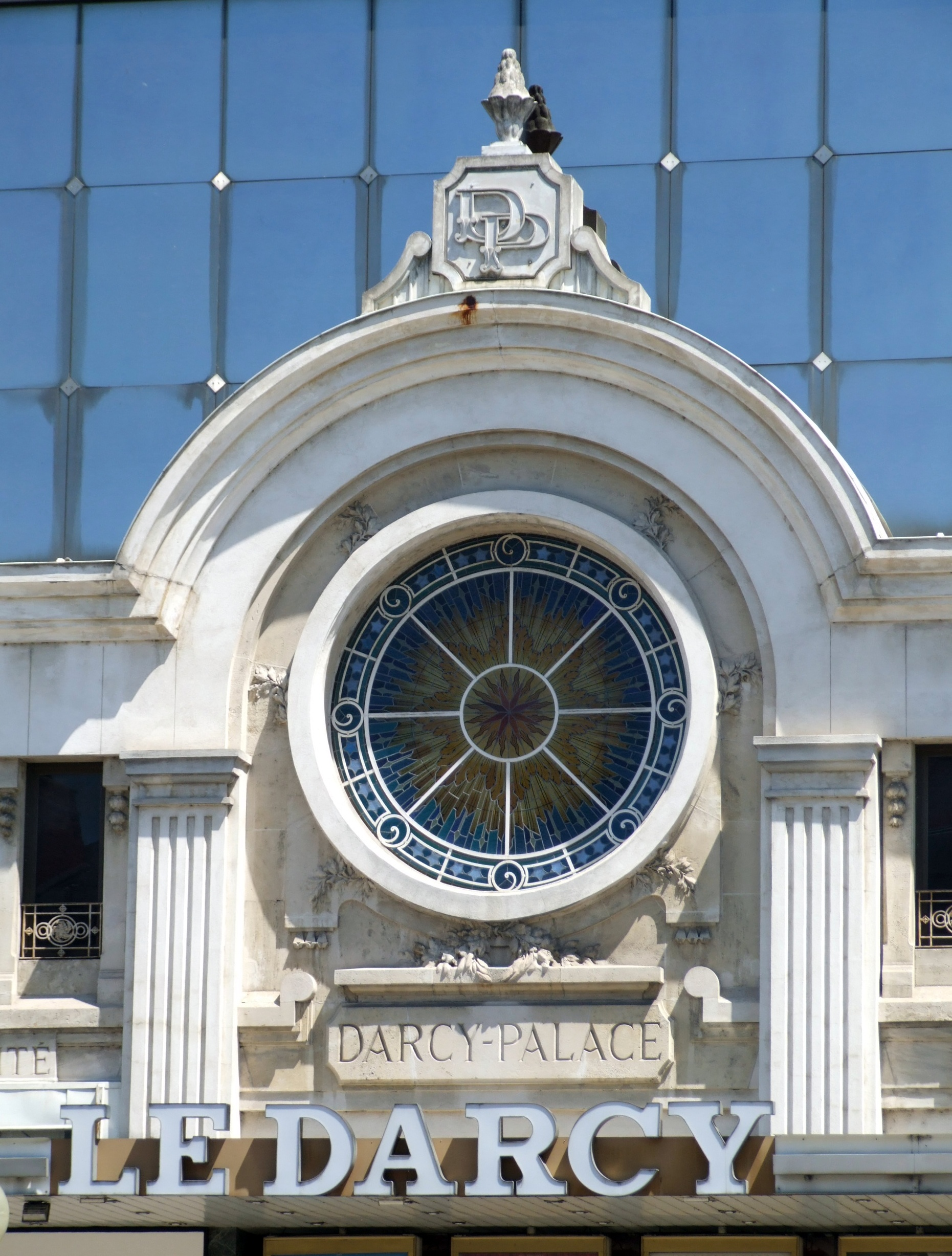
Le grand œil-de-bœuf du cinéma.
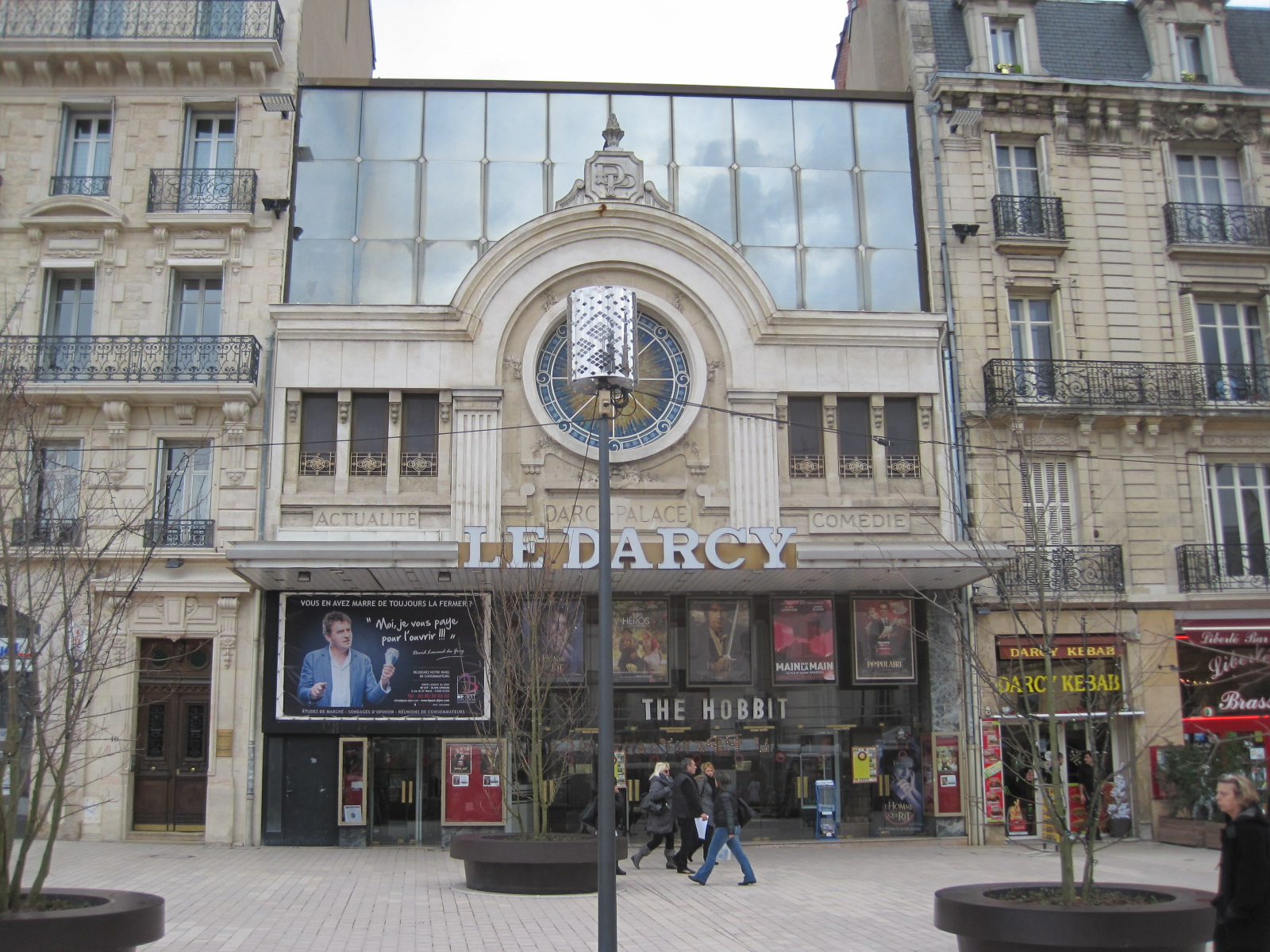
Façade du cinéma.